# Akademia Nauk Stosowanych Mazovia
Akademia Nauk Stosowanych Mazovia (dawniej Collegium Mazovia Innowacyjna Szkoła Wyższa) – niepubliczna uczelnia w Siedlcach.
Uczelnia istnieje od 1999 roku. Od  początku swego istnienia kształci na najwyższym poziomie i nieustannie się rozwija, rozbudowując bazę lokalową i uzyskując akredytacje na prowadzenie kolejnych kierunków studiów (przeczytaj o historii Collegium Mazovia).
Misją Uczelni jest kształcić kadry dla przyszłości na najlepszych warunkach.
Akademia Nauk Stosowanych Mazovia dysponuje własną bazą lokalową. W siedzibie Uczelni znajdują się nie tylko przestronne, wygodne i widne sale wykładowe i ćwiczeniowe, ale także dobrze wyposażona biblioteka. W głównym hallu stoją wygodne kanapy, na których można usiąść ze znajomymi i porozmawiać – nie tylko o nauce.
Baza lokalowa Akademii Nauk Stosowanych Mazovia to dwa własne budynki dydaktyczne, przestronny parking oraz dom akademicki mieszczący się przy ul. Bolesława Prusa.
Uczelnia dba o to, by w jej murach komfortowo czuli się wszyscy studenci, również niepełnosprawni – to dla nich przygotowaliśmy specjalny podjazd umożliwiający samodzielne dostanie się na zajęcia oraz windę..

## Władze
- Rektor – dr Bożena Piechowicz[2]
- Prorektor – dr Andrzej Pietrych[3]
- Kanclerz – mgr arch. inż. Mariusz Szabłowski
- Dziekan Wydziału Nauk Technicznych – dr inż. Bartosz Gawron
- Dziekan Wydziału Nauk o Zdrowiu – dr hab. n. med. Ewa Dmoch-Gajzlerska
  - Prodziekan Wydziału Nauk o Zdrowiu – mgr Aneta Dmowska-Pycka
- Kwestor – mgr Grażyna Bednarczyk

## Kierunki studiów

### inżynierskie
- budownictwo

### licencjackie
- finanse i rachunkowość
- pielęgniarstwo
- położnictwo

### magisterskie
- pielęgniarstwo
- finanse i rachunkowość

### jednolite studia magisterskie
- fizjoterapia